# Kenza Fourati
Pour les articles homonymes, voir Fourati.
Kenza Fourati (arabe : كنزة الفراتي), née le 13 mai 1987 à Lille (France), est un mannequin tunisien.

## Biographie
Née en France, Fourati déménage en Tunisie avec sa famille quand elle a deux mois. 
En 2002, à l'âge de quinze ans, Fourati est classée troisième au concours Elite Model Look. Elle signe avec l'agence Elite Model Management et commence une carrière de mannequin. Elle apparaît dans de nombreux magazines, tels que Vogue Paris, Elle, Marie Claire, L'Officiel Voyage, Grazia et GQ, et défile pour les stylistes les plus réputés : Giorgio Armani, Valentino, Gianfranco Ferré, Jean Paul Gaultier, Stella McCartney, Vivienne Westwood ou Tommy Hilfiger. Kenza Fourati apparaît aussi dans l'édition annuelle de Sports Illustrated Swimsuit en 2011.
Elle poursuit en parallèle ses études et s'installe à Paris, où elle obtient à l'université de la Sorbonne des diplômes de littérature et de beaux-arts. Elle étudie également à l'université Kingston à Londres.
Après la révolution tunisienne de 2011, Kenza Fourati revendique le fait de pouvoir concilier une culture musulmane et d'être mannequin, et assure être très soutenue dans sa démarche. Elle défend également la liberté d'expression artistique en Tunisie. En août 2011, pendant le ramadan, elle pose en bikini pour la couverture du magazine tunisien Tunivisions, faisant ainsi polémique,.
En 2016, elle se marie avec le journaliste égypto-américain Ayman Mohyeldin.